# 折笠良
折笠 良（おりかさ りょう、1986年 - ）は、茨城県出身のアニメーション作家。

## 来歴・人物
1986年生まれ。茨城大学教育学部、イメージフォーラム映像研究所、東京藝術大学大学院映像研究科で学ぶ。2015年9月から2016年8月まで、文化庁新進芸術家海外研修員としてモントリオールに滞在。
詩や文学をモチーフに、繊細に手の込んだ独特な世界観を示す短編映像を発表している。2009年に『浪疾の人～或る小説家の話～』が京都国際学生映画祭で入選し、2015年には『水準原点』は第70回毎日映画コンクール大藤信郎賞のほか、世界4大アニメーションフェスティバルに数えられるザグレブ国際アニメーション映画祭でゴールデンザグレブ賞（準グランプリ）を、日本人として初めて受賞した。さらに、オタワ国際アニメーション映画祭で最優秀実験・抽象作品賞を受賞するなど、国内外で高く評価されている。

## 作品
- Scripta volant（2011年）
- 水準原点（2015年）
- Notre chambre（われわれの部屋、2016年）
- 環ROY - ことの次第（2017年）
- Miserable Miracles（みじめな奇蹟、2023年）